# Врия
Врия, още Вряза или Бряза (на гръцки: Βρία, понякога Βρύα, до 1926 Βρυάζα, Вряза или Μπριάζα, Бряза), е село в Северна Гърция, в дем Катерини, област Централна Македония.

## География
Врия е разположено на 4 километра западно от град Катерини, в източното подножие на Фламбуро (Пиерия). Надморската му височина е 330 m.

## История
В 1913 година след Междусъюзническата война селото остава в Гърция. Според преброяването от 1913 година Вряза има 128 жители. В 1926 година е прекръстено на Врия.
Населението произвежда пшеница, картофи и се занимава частично и със скотовъдство.
| Година    | 1913 | 1920 | 1928 | 1940 | 1951 | 1961 | 1971 | 1981 | 1991 | 2001 | 2011 | 2021 |
| --------- | ---- | ---- | ---- | ---- | ---- | ---- | ---- | ---- | ---- | ---- | ---- | ---- |
| Население | 128  | 112  | 139  | 210  | 269  | 354  | 410  | 503  | 394  | 422  | 414  | 319  |